# Польская крестьянская партия «Освобождение»
Польская крестьянская партия «Освобождение» (пол. Polskie Stronnictwo Ludowe "Wyzwolenie", что иногда переводится как Польская народная партия «Освобождение») — политическая партия межвоенного периода в Польской Республике.
Партия была создана в 1915 году из нескольких крестьянских партий в Царстве Польском. Польская крестьянская партия «Освобождение» поддержала майский переворот, но вскоре перешла в оппозицию к Санации. В 1930 году вошла в коалицию партий Центролев. 15 марта 1931 «Освобождение» вместе с другими крестьянскими партиями вошло в объединённую партию «Стронництво людове», Главный совет которой возглавил Витос. Известными активистами партии были: Габриэль Нарутович, Станислав Тугутт, Томаш Ночницкий, Максимилиан Малиновский.